# Collegio di North Cornwall
North Cornwall è un collegio elettorale inglese situato in Cornovaglia e rappresentato alla Camera dei comuni del parlamento del Regno Unito. Elegge un membro del parlamento con il sistema maggioritario a turno unico; l'attuale parlamentare è Ben Maguire dei Liberal Democratici, che rappresenta il collegio dal 2024.

## Storia
Il collegio fu creato con il Representation of the People Act 1918.
Con eccezioni nel 1997 e nel 2001, il margine di vittoria nel collegio è stato inferiore al 20% dei voti; il duello è stato quasi sempre giocato tra Partito Conservatore e Liberal Democratici, o del partito predecessore di quest'ultimo, il Partito Liberale. Nel 1997 e nel 2001 il collegio votò in maniera decisa per i liberal democratici.
Il candidato giunto al terzo posto di altri partiti non ha mai ottenuto in North Cornwall più del 16,38%, il che avvenne nelle elezioni del 1951. Il collegio subì una defezione di tre anni del deputato liberale che si unì al governo di Clement Attlee dopo la seconda guerra mondiale, e nel 2015 vide la più bassa percentuale di voto per il Partito Laburista a livello nazionale.

## Estensione

North Cornwall dal 2010 al 2024

- 1918-1950: il borgo municipale di Launceston, i distretti urbani di Newquay, Padstow, Stratton and Bude e Wadebridge, i distretti rurali di Calstock, Camelford, Launceston, St Columb Major e Stratton, parti dei distretti rurali di Bodmin e Holsworthy (questi distretti, come Whitstone e Week St Mary erano sul lato del confine dalla parte della Cornovaglia).
- 1950-1974: il borgo municipale di Launceston, i distretti urbani di Bude-Stratton, Newquay e Padstow, i distretti rurali di Camelford, Launceston e Stratton, e parti dei distretti rurali di St Austell e Wadebridge.
- 1974-1983: il borgo municipale di Launceston, i distretti urbani di Bude-Stratton e Newquay, i distretti rurali di Camelford, Launceston e Stratton, e parti dei distretti rurali di St Austell e Wadebridge and Padstow.
- 1983-2010: i ward del distretto della Cornovaglia Settentrionale di Allan, Altarnun, Bodmin St Mary's, Bodmin St Petroc, Bude and Poughill, Camelford, Grenville, Lanivet, Launceston North, Launceston South, Lesnewth, North Petherwin, Ottery, Padstow and St Merryn, Penfound, Rumford, St Breward, St Endellion, St Minver, St Teath, South Petherwin, Stratton, Tintagel, Trigg, Wadebridge e Week St Mary ed i ward del Borough of Restormel di Edgcumbe, Gannel, Rialton, St Columb e St Enoder.
- 2010-2024: il distretto della Cornovaglia Settentrionale.
- dal 2024: le divisioni elettorali della Cornovaglia di Altarnun and Stoke Climsland; Bodmin St Mary’s and St. Leonard; Bodmin St Petroc’s; Bude; Camelford and Boscastle; Lanivet, Blisland and Bodmin St Lawrence; Launceston North and North Petherwin; Launceston South; Padstow; Poundstock; St Columb Major, St Mawgan and St Wenn; St Teath and Tintagel; Stratton, Kilkhampton and Morwenstow; Wadebridge East and St Minver; Wadebridge West and St Mabyn.[2]

Storicamente, quattro collegi di borough si trovavano nei confini, e tre di questi furono aboliti con il Reform Act 1832, che abolì i borghi putridi:
- Bossiney (abolito nel 1832)
- Camelford (abolito nel 1832)
- Launceston (abolito nel 1885)
- Newport (abolito nel 1832 - oggi è un quartiere di Launceston).

## Membri del parlamento
| Elezione | Elezione             | Deputato               | Partito             |
| -------- | -------------------- | ---------------------- | ------------------- |
|          | 1918                 | George Croydon Marks   | Liberale            |
|          | 1924                 | Alfred Martyn Williams | Conservatore        |
|          | 1929                 | Donald Maclean         | Liberale            |
| 1929     | Donald Maclean       |                        | Liberale            |
| 1932 (S) | Francis Dyke Acland  |                        | Liberale            |
| 1939 (S) | Thomas Lewis Horabin |                        | Liberale            |
|          | Thomas Lewis Horabin | 1946                   | Indipendente        |
|          | Thomas Lewis Horabin | 1947                   | Laburista           |
|          | 1950                 | Harold Roper           | Conservatore        |
| 1959     | James Scott-Hopkins  |                        | Conservatore        |
|          | 1966                 | John Pardoe            | Liberale            |
|          | 1979                 | Gerry Neale            | Conservatore        |
|          | 1992                 | Paul Tyler             | Liberal Democratici |
| 2005     | Dan Rogerson         |                        | Liberal Democratici |
|          | 2015                 | Scott Mann             | Conservatore        |
|          | 2024                 | Ben Maguire            | Liberal Democratici |

## Elezioni

### Elezioni negli anni 2020
| Partito                    | Partito                                         | Candidato                  | Risultati 4 luglio 2024 | Risultati 4 luglio 2024 |
| Partito                    | Partito                                         | Candidato                  | Voti                    | %                       |
| -------------------------- | ----------------------------------------------- | -------------------------- | ----------------------- | ----------------------- |
|                            | Lib Dem                                         | Ben Maguire                | 24 094                  | 47,02                   |
|                            | Conservatore                                    | Scott Mann                 | 14 137                  | 27,59                   |
|                            | Reform UK                                       | Rowland O'Connor           | 8 444                   | 16,48                   |
|                            | Laburista                                       | Robyn Harris               | 2 958                   | 5,77                    |
|                            | Verdi                                           | Lance Symonds              | 1 335                   | 2,61                    |
|                            | Heritage                                        | Sarah Farrell              | 277                     | 0,54                    |
|                            |                                                 |                            |                         |                         |
| Iscritti                   | Iscritti                                        | Iscritti                   | 76 741                  | 100,00                  |
| ↳ Votanti (% su iscritti)  | ↳ Votanti (% su iscritti)                       | ↳ Votanti (% su iscritti)  | 52 055                  | 67,83                   |
| ↳ Astenuti (% su iscritti) | ↳ Astenuti (% su iscritti)                      | ↳ Astenuti (% su iscritti) | 24 686                  | 32,17                   |
|                            |                                                 |                            |                         |                         |
|                            | Esito: collegio passa da Conservatore a Lib Dem |                            |                         |                         |

### Elezioni negli anni 2010
| Partito                    | Partito                                   | Candidato                  | Risultati 12 dicembre 2019 | Risultati 12 dicembre 2019 |
| Partito                    | Partito                                   | Candidato                  | Voti                       | %                          |
| -------------------------- | ----------------------------------------- | -------------------------- | -------------------------- | -------------------------- |
|                            | Conservatore                              | Scott Mann                 | 30 671                     | 59,35                      |
|                            | Lib Dem                                   | Danny Chambers             | 15 919                     | 30,80                      |
|                            | Laburista                                 | Joy Bassett                | 4 516                      | 8,74                       |
|                            | Liberale                                  | Elmars Liepins             | 572                        | 1,11                       |
|                            |                                           |                            |                            |                            |
| Iscritti                   | Iscritti                                  | Iscritti                   | 69 935                     | 100,00                     |
| ↳ Votanti (% su iscritti)  | ↳ Votanti (% su iscritti)                 | ↳ Votanti (% su iscritti)  | 51 678                     | 73,89                      |
| ↳ Astenuti (% su iscritti) | ↳ Astenuti (% su iscritti)                | ↳ Astenuti (% su iscritti) | 18 257                     | 26,11                      |
|                            |                                           |                            |                            |                            |
|                            | Esito: collegio confermato a Conservatore |                            |                            |                            |

| Partito                    | Partito                                   | Candidato                  | Risultati 8 giugno 2017 | Risultati 8 giugno 2017 |
| Partito                    | Partito                                   | Candidato                  | Voti                    | %                       |
| -------------------------- | ----------------------------------------- | -------------------------- | ----------------------- | ----------------------- |
|                            | Conservatore                              | Scott Mann                 | 25 835                  | 50,71                   |
|                            | Lib Dem                                   | Dan Rogerson               | 18 635                  | 36,58                   |
|                            | Laburista                                 | Joy Bassett                | 6 151                   | 12,07                   |
|                            | Cristiano                                 | John Allman                | 185                     | 0,36                    |
|                            | Laburista Socialista                      | Robert Hawkins             | 138                     | 0,27                    |
|                            |                                           |                            |                         |                         |
| Iscritti                   | Iscritti                                  | Iscritti                   | 68 843                  | 100,00                  |
| ↳ Votanti (% su iscritti)  | ↳ Votanti (% su iscritti)                 | ↳ Votanti (% su iscritti)  | 50 944                  | 74,00                   |
| ↳ Astenuti (% su iscritti) | ↳ Astenuti (% su iscritti)                | ↳ Astenuti (% su iscritti) | 17 899                  | 26,00                   |
|                            |                                           |                            |                         |                         |
|                            | Esito: collegio confermato a Conservatore |                            |                         |                         |

| Partito                    | Partito                                         | Candidato                  | Risultati 7 maggio 2015 | Risultati 7 maggio 2015 |
| Partito                    | Partito                                         | Candidato                  | Voti                    | %                       |
| -------------------------- | ----------------------------------------------- | -------------------------- | ----------------------- | ----------------------- |
|                            | Conservatore                                    | Scott Mann                 | 21 689                  | 44,96                   |
|                            | Lib Dem                                         | Dan Rogerson               | 15 068                  | 31,23                   |
|                            | UKIP                                            | Julie Lingard              | 6 121                   | 12,69                   |
|                            | Laburista                                       | John Whitby                | 2 621                   | 5,43                    |
|                            | Verdi                                           | Amanda Pennington          | 2 063                   | 4,28                    |
|                            | Mebyon Kernow                                   | Jerry Jefferies            | 631                     | 1,31                    |
|                            | Restore the Family                              | John Allman                | 52                      | 0,11                    |
|                            |                                                 |                            |                         |                         |
| Iscritti                   | Iscritti                                        | Iscritti                   | 67 193                  | 100,00                  |
| ↳ Votanti (% su iscritti)  | ↳ Votanti (% su iscritti)                       | ↳ Votanti (% su iscritti)  | 48 245                  | 71,80                   |
| ↳ Astenuti (% su iscritti) | ↳ Astenuti (% su iscritti)                      | ↳ Astenuti (% su iscritti) | 18 948                  | 28,20                   |
|                            |                                                 |                            |                         |                         |
|                            | Esito: collegio passa da Lib Dem a Conservatore |                            |                         |                         |

| Partito                    | Partito                              | Candidato                  | Risultati 6 maggio 2010 | Risultati 6 maggio 2010 |
| Partito                    | Partito                              | Candidato                  | Voti                    | %                       |
| -------------------------- | ------------------------------------ | -------------------------- | ----------------------- | ----------------------- |
|                            | Lib Dem                              | Dan Rogerson               | 22 512                  | 48,06                   |
|                            | Conservatore                         | Sian Flynn                 | 19 531                  | 41,69                   |
|                            | UKIP                                 | Miriel O'Connor            | 2 300                   | 4,91                    |
|                            | Laburista                            | Janet Hulme                | 1 971                   | 4,21                    |
|                            | Mebyon Kernow                        | Joanie Willet              | 530                     | 1,13                    |
|                            |                                      |                            |                         |                         |
| Iscritti                   | Iscritti                             | Iscritti                   | 68 686                  | 100,00                  |
| ↳ Votanti (% su iscritti)  | ↳ Votanti (% su iscritti)            | ↳ Votanti (% su iscritti)  | 46 844                  | 68,20                   |
| ↳ Astenuti (% su iscritti) | ↳ Astenuti (% su iscritti)           | ↳ Astenuti (% su iscritti) | 21 842                  | 31,80                   |
|                            |                                      |                            |                         |                         |
|                            | Esito: collegio confermato a Lib Dem |                            |                         |                         |

### Elezioni negli anni 2000
| Partito                    | Partito                              | Candidato                  | Risultati 5 maggio 2005 | Risultati 5 maggio 2005 |
| Partito                    | Partito                              | Candidato                  | Voti                    | %                       |
| -------------------------- | ------------------------------------ | -------------------------- | ----------------------- | ----------------------- |
|                            | Lib Dem                              | Dan Rogerson               | 23 842                  | 42,59                   |
|                            | Conservatore                         | Mark Formosa               | 20 766                  | 37,09                   |
|                            | Laburista                            | David Acton                | 6 636                   | 11,85                   |
|                            | UKIP                                 | David Campbell-Bannerman   | 3 063                   | 5,47                    |
|                            | Mebyon Kernow                        | Dick Cole                  | 1 351                   | 2,41                    |
|                            | Veritas                              | Alan Eastwood              | 324                     | 0,58                    |
|                            |                                      |                            |                         |                         |
| Iscritti                   | Iscritti                             | Iscritti                   | 86 793                  | 100,00                  |
| ↳ Votanti (% su iscritti)  | ↳ Votanti (% su iscritti)            | ↳ Votanti (% su iscritti)  | 55 982                  | 64,50                   |
| ↳ Astenuti (% su iscritti) | ↳ Astenuti (% su iscritti)           | ↳ Astenuti (% su iscritti) | 30 811                  | 35,50                   |
|                            |                                      |                            |                         |                         |
|                            | Esito: collegio confermato a Lib Dem |                            |                         |                         |

| Partito                    | Partito                              | Candidato                  | Risultati 7 giugno 2001 | Risultati 7 giugno 2001 |
| Partito                    | Partito                              | Candidato                  | Voti                    | %                       |
| -------------------------- | ------------------------------------ | -------------------------- | ----------------------- | ----------------------- |
|                            | Lib Dem                              | Paul Tyler                 | 28 082                  | 52,02                   |
|                            | Conservatore                         | John Weller                | 18 250                  | 33,81                   |
|                            | Laburista                            | Michael Goodman            | 5 257                   | 9,74                    |
|                            | UKIP                                 | Steve Protz                | 2 394                   | 4,43                    |
|                            |                                      |                            |                         |                         |
| Iscritti                   | Iscritti                             | Iscritti                   | 84 612                  | 100,00                  |
| ↳ Votanti (% su iscritti)  | ↳ Votanti (% su iscritti)            | ↳ Votanti (% su iscritti)  | 53 983                  | 63,80                   |
| ↳ Astenuti (% su iscritti) | ↳ Astenuti (% su iscritti)           | ↳ Astenuti (% su iscritti) | 30 629                  | 36,20                   |
|                            |                                      |                            |                         |                         |
|                            | Esito: collegio confermato a Lib Dem |                            |                         |                         |

## Risultati dei referendum

### Referendum sulla permanenza del Regno Unito nell'Unione europea del 2016
|             | Collegio       | Lasciare UE % | Rimanere in UE % |
| ----------- | -------------- | ------------- | ---------------- |
|             | North Cornwall | 59,5%         | 40,5%            |
| Inghilterra | 53,3%          | 46,7%         |                  |
| Regno Unito | 51,9%          | 48,1%         |                  |